# 广西贡院

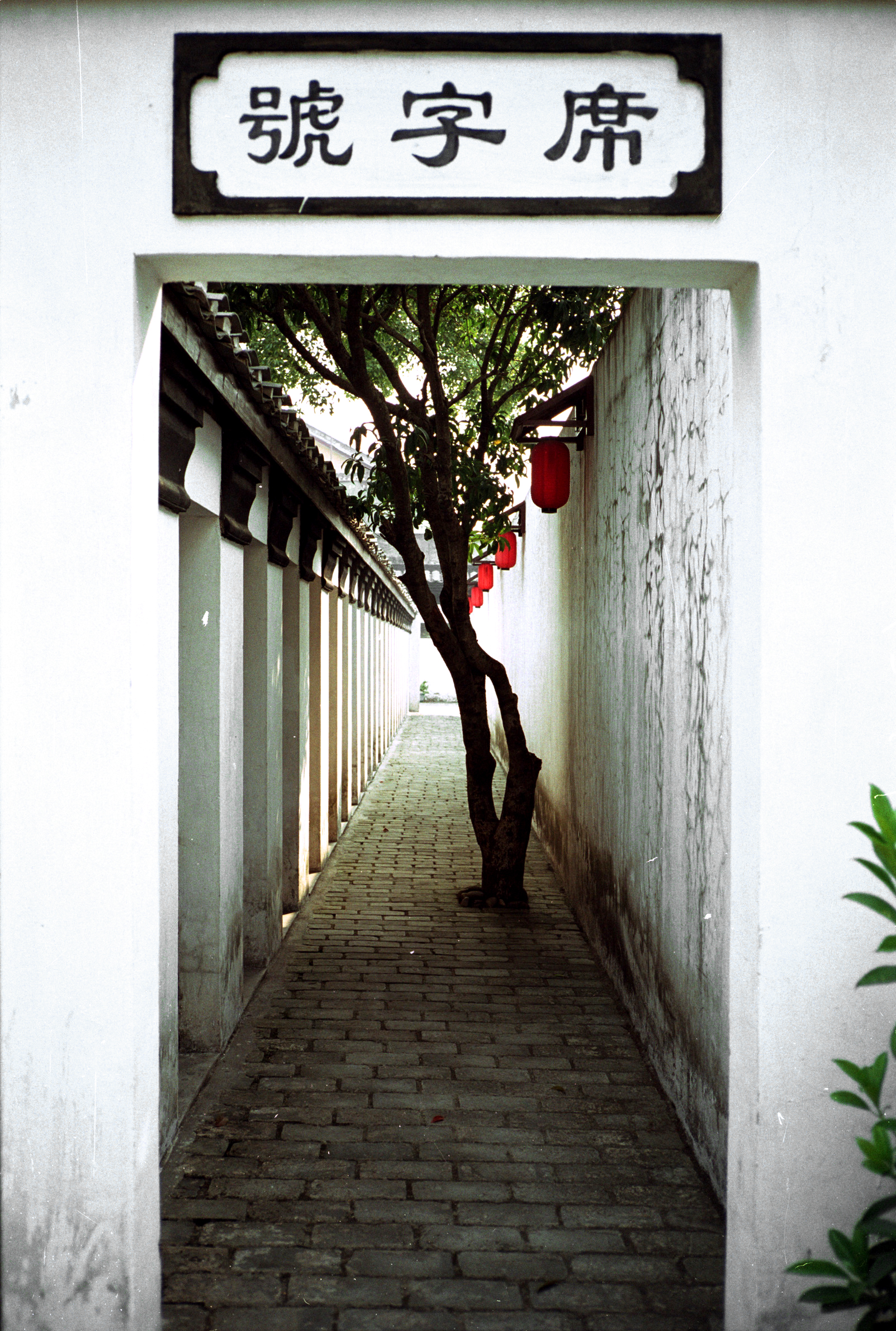
广西贡院考场

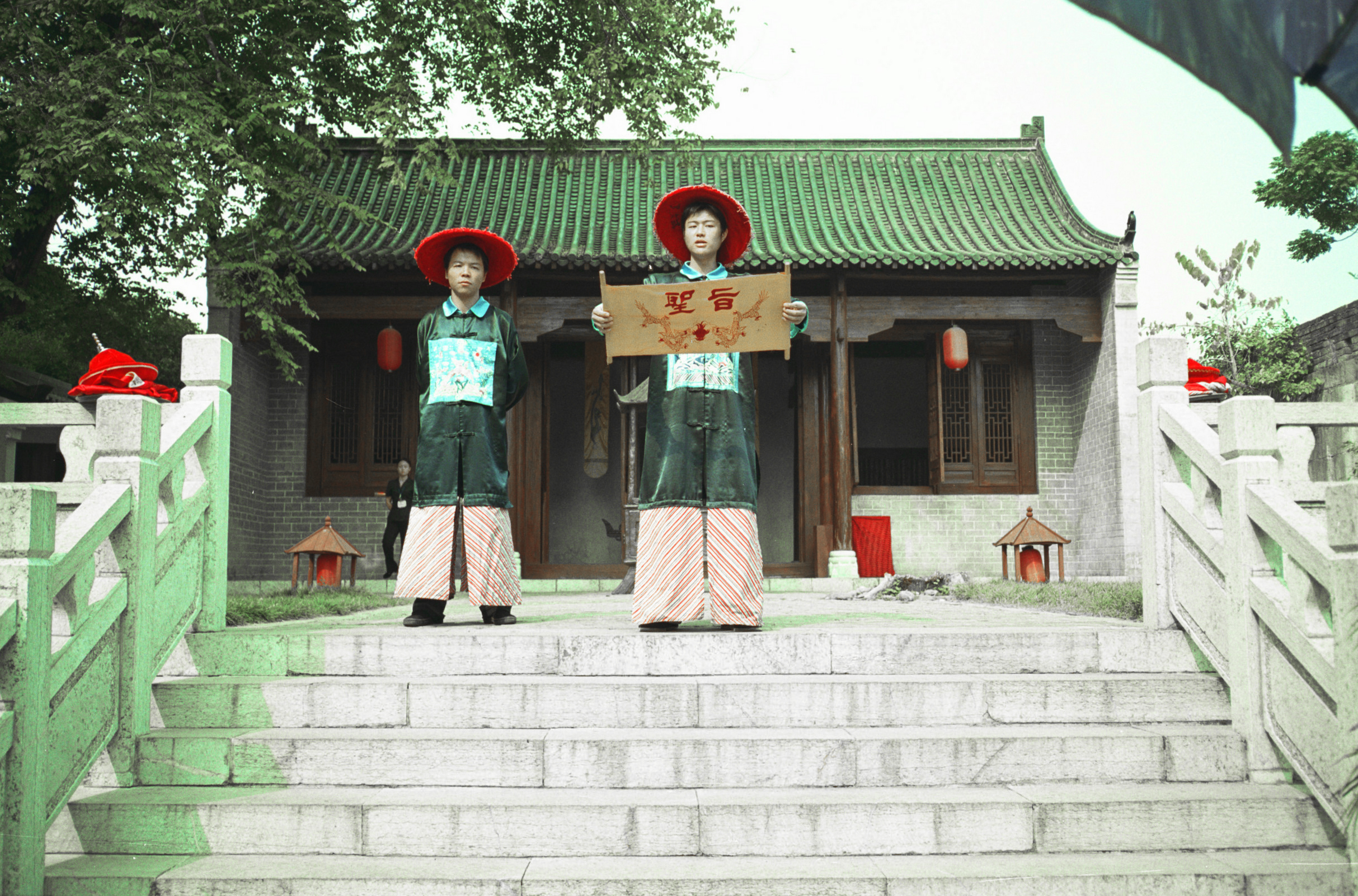
传圣旨

广西贡院在广西壮族自治区桂林市独秀峰下现广西师范大学学校舍内；明朝为靖江藩王王府。清朝顺治七年（1650年）为定南王府，顺治十四年（1657年）改建为县试贡院。
广西贡院考场有多条胡同，每条胡同内有一条宽约二米长约三十余米的走廊，走廊一边是墙壁，一边排列着二十多间平顶考舍，每间考舍宽约1.5米，高约2.2米，进深约1.5米；舍内左、右有粉白墙壁，上有瓦顶下铺地砖，唯独前方无门无帘；舍内置平板凳一张、无抽屉平板桌一张，每考舍容考生一名，对号入座。考官不时在各胡同巡逻。
清代广西贡院极盛时有5000考舍，因出四名状元而闻名当世。现今恢复原貌的考舍约六十余间。